# (3834) Zappafrank
(3834) Zappafrank ist ein Asteroid des Hauptgürtels, der am 11. Mai 1980 vom slowakischen Astronomen Ladislav Brožek am Kleť-Observatorium (Sternwarten-Code 046) nahe der Stadt Český Krumlov in Südböhmen entdeckt wurde.
Der Asteroid wurde nach dem US-amerikanischen Komponisten und Musiker Frank Zappa (1940–1993) benannt, der im Jahr 1995 in die Rock and Roll Hall of Fame aufgenommen wurde.